# Edith F. Helman
Edith F. Helman (Boston, 19 de septiembre de 1905 - Massachusetts, 31 de marzo de 1994) fue una investigadora hispanista estadounidense.

## Trayectoria
Completó sus estudios en el Simmons College, Boston University College of Liberal Arts, la Universidad de París en la Sorbona, el Instituto de Estudios Avanzados Radcliffe y en el Bryn Mawr College, centro en el que completó su maestría y el doctorado entre 1927 y 1930, y donde fue enseñó francés y español.
En 1931 formó parte del profesorado de la Simmons University de Boston como asistente de español. En 1933 se doctoró en el Bryn Mawr College,  con la tesis Don Juan Valera, the Critic. Publicó estudios sobre Pedro Salinas, cuyas conferencias en la Universidad Johns Hopkins tradujo al inglés (Reality and the Poet in Spanish Poetry, Baltimore, 1940). En 1949, investigó en el Archivo Histórico Nacional de España.
Ha escrito importantes estudios sobre Leopoldo Alas y sobre aspectos del siglo XVIII. Se le debe la edición de la primera versión de las Noches lúgubres de José Cadalso (Madrid, 1951), con un largo estudio sobre el autor. También estudió los últimos años de Francisco de Goya y su relación con Leandro Fernández de Moratín, ("The Elder Moratín and Goya”, Hispanic Review 23 [1955]: 219-30), trabajos que culminaron en el libro Trasmundo de Goya (Madrid: Revista de Occidente, 1964).
Se retiró de Simmons College en enero de 1971.

## Reconocimientos
Fue miembro de la Sociedad Hispana de América, la Academia Estadounidense de las Artes y las Ciencias y la Real Academia de Bellas Artes de España, entre otras instituciones.
En 2020, Helman fue incluida en el proyecto “Mujeres Investigadoras en los Archivos Estatales (1900-1970)” para la descripción archivística en el Portal de Archivos Españoles (PARES), un proyecto impulsado por la Subdirección General de Archivos Estatales, con el objetivo visibilizar la labor de investigación realizada en España por las mujeres en el intervalo comprendido entre 1900 y 1970 a partir de los registros documentales conservados en los Archivos de Gestión de los Archivos Estatales del Ministerio de Cultura (el Archivo Histórico Nacional, el Archivo de la Corona de Aragón, el Archivo General de Simancas, el Archivo General de Indias, el Archivo de la Real Chancillería de Valladolid, el Archivo General de la Administración y el Centro de Información Documental de Archivos).